# Tonny Vilhena
Tonny Emilio Trindade de Vilhena (Maassluis, 3 januari 1995) is een Nederlands voetballer die als middenvelder speelt. Vilhena debuteerde in 2016 in het Nederlands voetbalelftal.

## Clubcarrière

### Feyenoord
Trindade de Vilhena is een zoon van een Angolese vader en een Nederlandse moeder. Hij doorliep het Thorbecke VO in Rotterdam. Hij speelde in de jeugd voor VDL-Maassluis en werd in 2003 opgenomen in de jeugd van Feyenoord. Daarvoor debuteerde hij op 22 januari 2012 in het eerste elftal, uit tegen VVV-Venlo als invaller voor Kelvin Leerdam. Trindade de Vilhena maakte op 18 maart 2012 zijn debuut in de basis van Feyenoord, tijdens een met 2–0 gewonnen wedstrijd tegen FC Twente. Zijn eerste doelpunt voor de hoofdmacht van de club volgde op 25 november 2012, de 0–1 in een competitiewedstrijd tegen AZ. Feyenoord won met 0–2. Trindade de Vilhena verlengde op 3 december 2012 zijn contract tot medio 2016. Na ruim anderhalf jaar onderhandelen, leek Vilhena in de zomer van 2016 transfervrij te vertrekken bij Feyenoord. De club en hij werden het in juni 2016 niettemin alsnog eens over een contractverlenging tot medio 2018. Deze beslissing nam Vilhena, omdat zijn moeder ernstig ziek was en hij dicht bij haar wilde zijn. Op 3 mei 2017 verlengde Vilhena opnieuw zijn contract, ditmaal tot de zomer van 2020. 

### Krasnodar
In juni 2019 kwam hij met FK Krasnodar uit Rusland tot overeenstemming over een contract van vijf jaar. Hij speelde daar 2,5 seizoen en kwam tot 79 wedstrijden voor Krasnodar, waarin hij goed was voor negen goals en acht assists.

### Espanyol
Op 17 januari 2022 vertrok Vilhena voor de duur van zes maanden op huurbasis naar RCD Espanyol. Na zijn debuut op 21 januari tegen Real Betis speelde hij in alle wedstrijden mee en scoorde hij eenmaal. Daarop besloot Espanyol hem in de zomer definitief over te nemen. In de voorbereiding op het nieuwe seizoen speelde hij echter amper, waardoor hij binnen een maand na vastleggen alweer op de loonlijst stond om op huurbasis te vertrekken.

### Salernitana
In het seizoen 2022/23 werd hij daarom uitgeleend aan Salernitana, dat het seizoen ervoor als zeventiende was geëindigd in de Serie A. Vilhena speelde 33 wedstrijden en scoorde vier keer.

## Clubstatistieken
| Seizoen        | Club           | Competitie       | Competitie | Competitie | Beker | Beker | Internationaal | Internationaal | Overig | Overig | Totaal | Totaal |
| Seizoen        | Club           | Competitie       | Wed.       | Dlp.       | Wed.  | Dlp.  | Wed.           | Dlp.           | Wed.   | Dlp.   | Wed.   | Dlp.   |
| -------------- | -------------- | ---------------- | ---------- | ---------- | ----- | ----- | -------------- | -------------- | ------ | ------ | ------ | ------ |
| 2011/12        | Feyenoord      | Eredivisie       | 6          | 0          | 0     | 0     | –              | –              | –      | –      | 6      | 0      |
| 2012/13        | Feyenoord      | Eredivisie       | 27         | 4          | 3     | 0     | 1              | 0              | –      | –      | 31     | 4      |
| 2013/14        | Feyenoord      | Eredivisie       | 32         | 6          | 3     | 0     | 2              | 0              | –      | –      | 37     | 6      |
| 2014/15        | Feyenoord      | Eredivisie       | 21         | 0          | 1     | 0     | 9              | 0              | –      | –      | 31     | 0      |
| 2015/16        | Feyenoord      | Eredivisie       | 27         | 5          | 6     | 1     | –              | –              | –      | –      | 33     | 6      |
| 2016/17        | Feyenoord      | Eredivisie       | 29         | 4          | 2     | 0     | 5              | 1              | 1      | 0      | 37     | 5      |
| 2017/18        | Feyenoord      | Eredivisie       | 33         | 11         | 4     | 2     | 6              | 0              | 1      | 0      | 44     | 13     |
| 2018/19        | Feyenoord      | Eredivisie       | 33         | 6          | 4     | 1     | 1              | 0              | 1      | 0      | 39     | 7      |
| Clubtotaal     | Clubtotaal     | Clubtotaal       | 208        | 36         | 23    | 4     | 24             | 1              | 3      | 0      | 258    | 41     |
| 2019/20        | FK Krasnodar   | Premjer-Liga     | 20         | 2          | 0     | 0     | 10             | 2              | 0      | 0      | 30     | 4      |
| 2020/21        | FK Krasnodar   | Premjer-Liga     | 24         | 2          | 1     | 1     | 7              | 0              | 0      | 0      | 34     | 3      |
| 2021/22        | FK Krasnodar   | Premjer-Liga     | 13         | 2          | 2     | 0     | 0              | 0              | 0      | 0      | 15     | 2      |
| Club totaal    | Club totaal    | Club totaal      | 57         | 6          | 3     | 1     | 17             | 2              | 0      | 0      | 79     | 9      |
| 2021/22        | →Espanyol      | Primera División | 17         | 1          | 0     | 0     | 0              | 0              | 0      | 0      | 17     | 1      |
| Club totaal    | Club totaal    | Club totaal      | 17         | 1          | 0     | 0     | 0              | 0              | 0      | 0      | 17     | 1      |
| 2022/23        | →Salernitana   | Serie A          | 33         | 4          | 0     | 0     | 0              | 0              | 0      | 0      | 33     | 4      |
| Club totaal    | Club totaal    | Club totaal      | 33         | 4          | 0     | 0     | 0              | 0              | 0      | 0      | 33     | 4      |
| 2023/24        | Panathinaikos  | Super League     | 20         | 1          | 4     | 0     | 12             | 0              | 0      | 0      | 36     | 1      |
| Club totaal    | Club totaal    | Club totaal      | 20         | 1          | 4     | 0     | 12             | 0              | 0      | 0      | 36     | 1      |
| Carrièretotaal | Carrièretotaal | Carrièretotaal   | 335        | 48         | 30    | 5     | 53             | 3              | 3      | 0      | 423    | 57     |

Bijgewerkt t/m 4 april 2024.

## Interlandcarrière
Bondscoach Louis van Gaal nam Trindade de Vilhena in maart 2013 voor het eerst in zijn carrière op in de definitieve selectie van het Nederlands voetbalelftal, voor interlands tegen Estland en Roemenië in het kwalificatietoernooi voor het WK 2014 in Brazilië. Hij maakte zijn debuut niet in die wedstrijden. Van Gaal nam hem in augustus 2013 op in de voorselectie van het Nederlands elftal voor een vriendschappelijke interland op 14 augustus 2013 tegen Portugal, maar hij behoorde niet tot de 22-koppige definitieve selectie. Op 5 mei 2014 werd Vilhena door Van Gaal opgeroepen voor een trainingsstage in Hoenderloo van het Nederlands voetbalelftal, ter voorbereiding op het WK 2014. Hij behoorde niet tot de definitieve WK-selectie, die Van Gaal op 31 mei 2014 bekendmaakte. Toenmalig clubgenoot Jean-Paul Boëtius en Quincy Promes vielen ook af.
Trindade de Vilhena debuteerde op 4 juni 2016 onder bondscoach Danny Blind in het Nederlands elftal. Tijdens een met 0–2 gewonnen oefeninterland in en tegen Oostenrijk viel hij in de 79e minuut in voor Riechedly Bazoer. Hij was daarmee de 101ste speler die namens Feyenoord het Oranje-shirt droeg.
Hij speelde in 2017 de laatste vier kwalificatiewedstrijden voor het WK 2018, waarvoor Nederland zich niet kwalificeerde.
In november 2018 speelde hij delen van twee wedstrijden in het kader van de eerste editie van de UEFA Nations League.
Tijdens de in 2019 gespeelde kwalificatiewedstrijden voor het EK 2020 werd Vilhena, hoewel hij soms wel bij de selectie zat, niet gebruikt door bondscoach Koeman.
| Interlands van Tonny Vilhena voor Nederland | Interlands van Tonny Vilhena voor Nederland | Interlands van Tonny Vilhena voor Nederland | Interlands van Tonny Vilhena voor Nederland | Interlands van Tonny Vilhena voor Nederland | Interlands van Tonny Vilhena voor Nederland |
| №                                           | Datum                                       | Wedstrijd                                   | Uitslag                                     | Soort wedstrijd                             | Doelpunten                                  |
| Als speler van Feyenoord                    | Als speler van Feyenoord                    | Als speler van Feyenoord                    | Als speler van Feyenoord                    | Als speler van Feyenoord                    | Als speler van Feyenoord                    |
| ------------------------------------------- | ------------------------------------------- | ------------------------------------------- | ------------------------------------------- | ------------------------------------------- | ------------------------------------------- |
| 1.                                          | 4 juni 2016                                 | Oostenrijk – Nederland                      | 0 – 2                                       | Vriendschappelijk                           |                                             |
| 2.                                          | 9 november 2016                             | Nederland – België                          | 1 – 1                                       | Vriendschappelijk                           |                                             |
| 3.                                          | 28 maart 2017                               | Nederland – Italië                          | 1 – 2                                       | Vriendschappelijk                           |                                             |
| 4.                                          | 31 mei 2017                                 | Marokko – Nederland                         | 1 – 2                                       | Vriendschappelijk                           |                                             |
| 5.                                          | 31 augustus 2017                            | Frankrijk – Nederland                       | 4 – 0                                       | Kwalificatie WK 2018                        |                                             |
| 6.                                          | 3 september 2017                            | Nederland – Bulgarije                       | 3 – 1                                       | Kwalificatie WK 2018                        |                                             |
| 7.                                          | 7 oktober 2017                              | Wit-Rusland – Nederland                     | 1 – 3                                       | Kwalificatie WK 2018                        |                                             |
| 8.                                          | 10 oktober 2017                             | Nederland – Zweden                          | 2 – 0                                       | Kwalificatie WK 2018                        |                                             |
| 9.                                          | 14 november 2017                            | Roemenië – Nederland                        | 0 – 3                                       | Vriendschappelijk                           |                                             |
| 10.                                         | 26 maart 2018                               | Portugal – Nederland                        | 0 – 3                                       | Vriendschappelijk                           |                                             |
| 11.                                         | 4 juni 2018                                 | Italië – Nederland                          | 1 – 1                                       | Vriendschappelijk                           |                                             |
| 12.                                         | 6 september 2018                            | Nederland – Peru                            | 2 – 1                                       | Vriendschappelijk                           |                                             |
| 13.                                         | 16 oktober 2018                             | België – Nederland                          | 1 – 1                                       | Vriendschappelijk                           |                                             |
| 14.                                         | 16 november 2018                            | Nederland – Frankrijk                       | 2 – 0                                       | UEFA Nations League 2018/19                 |                                             |
| 15.                                         | 19 november 2018                            | Duitsland – Nederland                       | 2 – 2                                       | UEFA Nations League 2018/19                 |                                             |

Bijgewerkt op 19 november 2018.

## Erelijst
| Eredivisie           | 1x | 2016/17          |
| KNVB beker           | 2x | 2015/16, 2017/18 |
| Johan Cruijff Schaal | 2x | 2017, 2018       |

| Competitie          | Winnaar   | Winnaar    | Runner-up | Runner-up | Derde     | Derde     |
| Competitie          | Aantal    | Jaren      | Aantal    | Jaren     | Aantal    | Jaren     |
| Nederland           | Nederland | Nederland  | Nederland | Nederland | Nederland | Nederland |
| ------------------- | --------- | ---------- | --------- | --------- | --------- | --------- |
| UEFA Nations League | -         | -          | 1x        | 2018/19   | -         | -         |
| Nederland onder 17  |           |            |           |           |           |           |
| UEFA EK onder 17    | 2x        | 2011, 2012 | -         | -         | -         | -         |